# 亚特拉斯航空3591号班机空难
2019年2月23日，一架由亚特拉斯航空运营的波音767-375ER（BCF）货机，从邁亞密國際機場起飞前往喬治·布什洲際機場时，在进近过程中于德克萨斯州休斯顿以东的阿纳瓦克三一湾坠毁。该航班是亚特拉斯航空代替电商亚马逊下属的亚马逊航空执飞的。机上3名机组人员全数罹难，飞机的残骸散落在一个浅水湾，並被搜救人员寻获。
|  |

## 涉事飞机

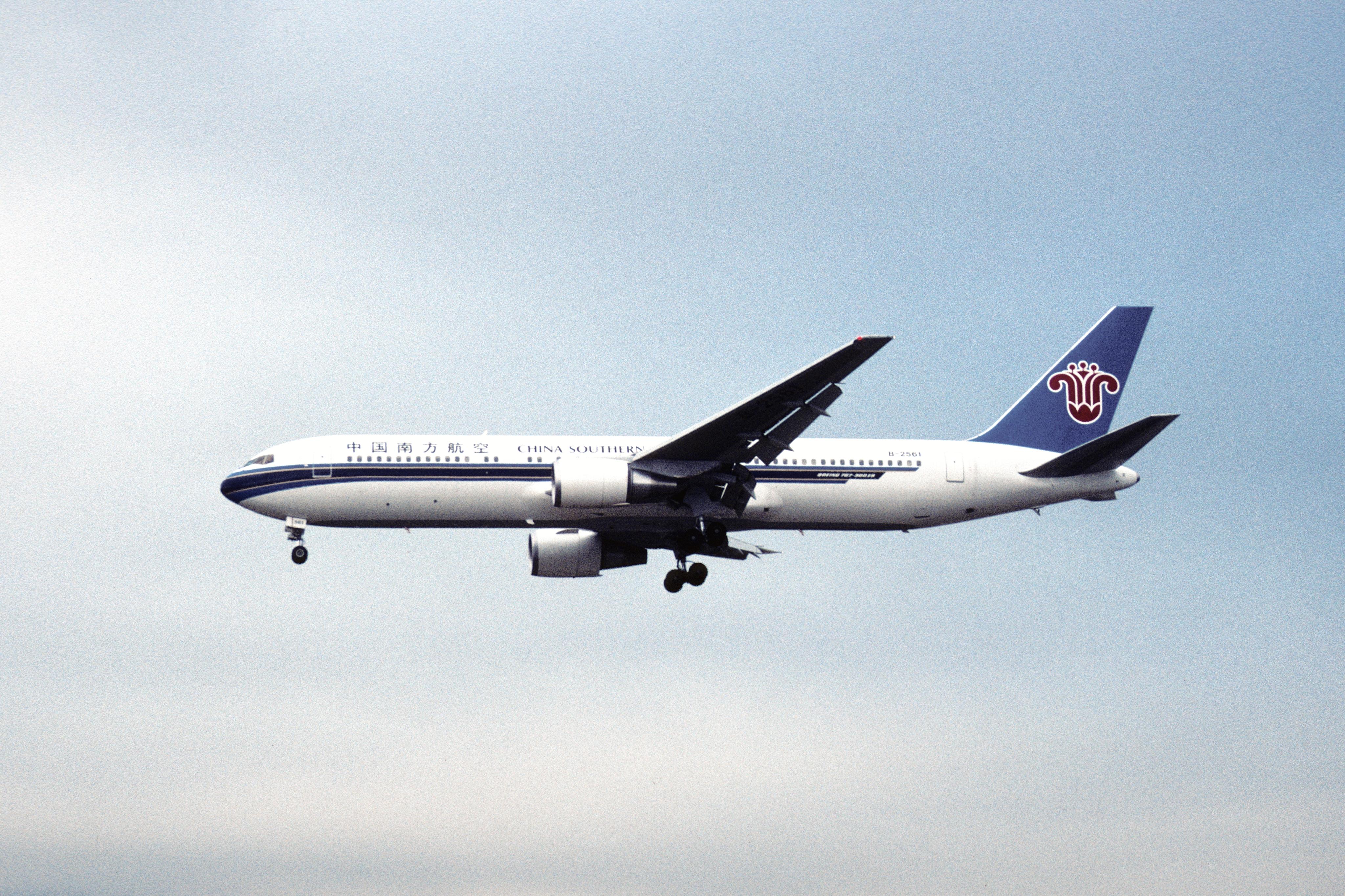
涉事飞机在南航服役期间的照片

涉事的波音767-375ER（BCF）（MSN 25865/430）注册号为N1217A，原本由加拿大国际航空于1992年购入，使用两台通用电气CF6-80C2B6F发动机，但后来却以白尾飞机（即订单被取消）交付给了吉尼斯·匹特航空租赁公司，后者将这架飞机租赁给了中国南方航空，注册号B-2561。这架飞机于1996年被卖给了通用电气资本航空服务公司，又于1997年租给智利国家航空。该飞机在智利国家航空服役了19年后，于2016年1月归还给了当时的所有者CIT集团股份有限公司并封存。2017年4月，该飞机被改造为货机并卖给了亚特拉斯航空，亚特拉斯航空将飞机投入给亚马逊航空服务，并涂上亚马逊航空的涂装。
根据FAA的记录，这架767飞机直至坠毁共累计飞行了超过90,000小时，执行了超过23,000次飞行。至发生坠机事故时已服役了27年。

## 事故
根据媒体报道，3591号班机在12点45分UTC左右以机头朝下，俯冲坠毁在三一湾的池塘中。目击者称飞机坠毁前曾经听到过类似闪电的声音。据信飞机是从高空坠落，直接撞向地面。
FAA曾发出警报，在目的地机场东南方向约30英里出和飞机失去联系。空管人员曾两度呼叫失事班机，但没有得到回应。后来空管曾向失联地点附近的其他飞机求援，询问是否能目视有飞机坠毁，但得到的回答是否定的。

## 机组人员
3591号班机共有三名机组人员，伯斯郡警长布莱恩·霍桑向媒体确认已经寻获了一名飞行员的遗体，同时表示另外两名飞行员应该也已经遇难。24日亚特拉斯航空确认三名机组人员无一生还。 官方尚未公布三名飞行员的身份信息。但在社交媒体上，罹难机组人员的家人和朋友已经贴出讣告表示悼念，分别是来自印第安纳的机长瑞奇·布莱克利，来自安提瓜岛的副机长康拉德·朱尔斯·阿斯卡，以及一名梅萨航空公司的机长肖恩·阿楚莱塔，肖恩是以搭顺风班机飞往目的地。